# Olympische Winterspiele 1964/Teilnehmer (Argentinien)
| Gelbes Symbol für Goldmedaillen mit stilisierten Olympischen Ringen | Graues Symbol für Silbermedaillen mit stilisierten Olympischen Ringen | Braundes Symbol für Bronzemedaillen mit stilisierten Olympischen Ringen |
| ------------------------------------------------------------------- | --------------------------------------------------------------------- | ----------------------------------------------------------------------- |
| —                                                                   | —                                                                     | —                                                                       |

Argentinien nahm an den IX. Olympischen Winterspielen 1964 im österreichischen Innsbruck mit einer Delegation von zwölf Athleten in drei Disziplinen teil, elf Männer und eine Frau. Ein Medaillengewinn gelang keinem der Athleten.

## Teilnehmer nach Sportarten

### Bob
Männer, Zweier
- Héctor Tomasi, Fernando Rodríguez (ARG-1)
18. Platz (4:31,87 min)

- Roberto José Bordeu, Hernán Agote (ARG-2)
19. Platz (4:40,19 min)

Männer, Vierer
- Héctor Tomasi, Carlos Tomasi, Hernán Agote, Fernando Rodríguez (ARG-1)
16. Platz (4:25,51 min)

### Rennrodeln
Männer, Einsitzer
- Matías Stinnes
zum dritten Lauf nicht mehr angetreten

### Ski Alpin
Männer
- Jorge Abelardo Eiras
Abfahrt: 76. Platz (4:34,51 min)
Riesenslalom: 43. Platz (2:08,38 min)
Slalom: im Vorlauf ausgeschieden

- Pedro Klempa
Abfahrt: 64. Platz (2:47,07 min)
Riesenslalom: 52. Platz (2:12,88 min)
Slalom: im Vorlauf ausgeschieden

- Osvaldo Ancinas
Riesenslalom: 57. Platz (2:15,06 min)
Slalom: im Vorlauf ausgeschieden

- Carlos Perner
Riesenslalom: 63. Platz (2:19,25 min)

- Manuel Mena
Slalom: im Vorlauf ausgeschieden

Frauen
- María Christina Schweizer
Riesenslalom: 42. Platz (2:19,81 min)
Slalom: 24. Platz (1:51,88 min)